# Автоматичне зварювання металів
Автоматичне зварювання металів — механізований спосіб нероз’ємного з'єднання виробів (деталей, півфабрикатів) з металів в результаті їх місцевого плавлення.

## Класифікація
Розрізняють такі типи автоматичного зварювання металів: 
- електродугове,
- газоелектричне,
- електрошлакове.

У перших двох випадках джерелом нагрівання зварюваних металів в електрична дуга, температура якої перевищує 5 000°C. При електрошлаковому зварюванні джерелом нагрівання є ванна розплавленого шлаку, температура якої не перевищує 2 500°C. 

## Електродугове автоматичне зварювання металів
Електродугове автоматичне зварювання провадиться відкритою або закритою дугою. Воно може бути одно- або багатодуговим, одно- або багатоелектродним. При зварюванні відкритою дугою розплавлений метал захищається від кисню та азоту повітря тонким шаром рідкого шлаку і газами, які утворюються внаслідок плавлення обмазки суцільного електрода або порошку, що міститься всередині трубчастого електрода. Автоматичне зварювання металів закритою дугою провадиться під шаром сипкого зернистого флюсу. 
Найбільшого поширення в СРСР набуло автоматичне зварювання металів під флюсом за методом, розробленим Інститутом електрозварювання АН УРСР під керівництвом академіка АН УРСР Є. О. Патона. На відміну від інших видів дугового зварювання, воно забезпечує високу продуктивність та якість зварних швів і найкращі умови праці зварника.

### Автоматичне зварювання металів під флюсом

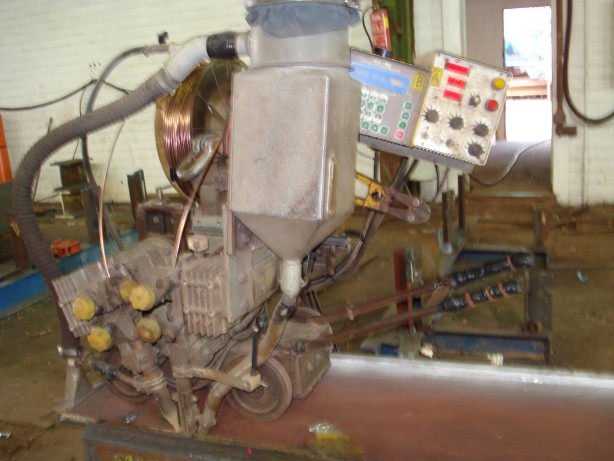
Зварювальний трактор.

Автоматичне зварювання металів під флюсом застосовують у машино- і мостобудуванні. Наприклад, у місті Києві збудовано найбільший у світі суцільнозварний автодорожний міст через річку Дніпро. Майже всі елементи моста зварено на заводі і змонтовано на місці будівництва методом автоматичного зварювання металів під флюсом. Завдяки цьому методові стався технологічний переворот в судно- і котлобудуванні, виробництві сталевих тонкостінних труб великого діаметра для магістральних нафто- і газопроводів, у виробництві різної апаратури. Велике значення має автоматичне зварювання металів для нової техніки, енергетики, хімічної промисловості. В результаті застосування в СРСР понад 10 000 автоматів і напівавтоматів для зварювання під флюсом тільки за другу половину 1950-х років вивільнилось в основних галузях металообробної промисловості понад 30 000 зварників. 
Для автоматичного зварювання металів під флюсом застосовують зварювальні трактори — самохідні апарати, які пересуваються безпосередньо по зварюваному виробу, а також зварювальні головки. Зварювальний трактор або головка збуджує дугу на початку зварювання, автоматично підтримує стійке горіння під час її роботи, переміщує дугу вздовж шва (трактор), подає флюс на зварювані кромки, заварює кратер в кінці шва в момент припинення процесу вварювання. Живлення дуги змінним струмом здійснюється звичайно від зварювального трансформатора. Постійний струм застосовують тільки для зварювання високолегованих сталей і сплавів алюмінію, титану та сплавів на їх основі, а також у польових і монтажних умовах — на будівництві магістральних трубопроводів, мостів, нафторезервуарів тощо.
Розвиток автоматичного зварювання швидкими темпами у 1959—65 роках в СРСР відбувався у важкому і транспортному машинобудуванні, виробництві металоконструкцій, суднобудуванні для відновлення зношених поверхень валків прокатних станів та інших деталей металурійного устаткування, коліс та інших частин рухомого складу залізниць, деталей сільськогосподарської, землерийної техніки, будівельних машин, кранових коліс, різального інструмента, для виготовлення біметалевих виробів. 
При зварюванні звичайних вуглецевих і деяких легованих сталей застосовують плавлені флюси — силікати, які містять в собі 35—45% SiO2, 35—40% MnO, 5—8% CaF2, а також CaO, MgO, Al2O3. При зварюванні високолегованих сталей і сплавів (жаротривких, нержавіючих, кислотостійких тощо), а також титану, алюмінію, урану та сплавів на їх основі застосовують безкисневі, або галоїдні флюси, які складаються, в основному, з фторидів і хлоридів лужних і лужноземельних металів.

## Газоелектричне автоматичне зварювання металів
Газоелектричне автоматичне зварювання металів являє собою різновидність дугового електрозварювання, при якому електрична дуга горить в захисній газовій атмосфері водню, аргону, гелію або вуглекислого газу. 

## Електрошлакове автоматичне зварювання металів
Електрошлакове автоматичне зварювання металів — новий спосіб бездугового зварювання металів плавленням, оснований на використанні як джерела нагріву розплавленого шлаку, через який проходить змінний електричний струм. Розрізняють одно- і багатоелектродне, одно- і багатофазне автоматичне зварювання металів. Обов'язковою умовою початку електрошлакового зварювання є наведення шлакової ванни глибиною 10-50 мм. Таке зварювання здійснюється без обробки кромок, але з обов'язковим зазором між ними (ширина зазору 25—40 мм). Найзручніше виконувати його при вертикальному положенні шва. З допомогою електрошлакового автоматичного зварювання металів можна з'єднувати за один прохід метал практично необмеженої товщини. Так, у 1958 році на Новокраматорському машинобудівному заводі (Краматорськ, Донецька область) вперше в світовій практиці було здійснено однопрохідне автоматичне електрошлакове зварювання заготовок перерізом 2 x 3 м. 
Автоматичне електрошлакове зварювання металів має такі переваги: 
1. простота технології і техніки зварювання;
2. виключення обробки кромок;
3. мінімальні витрати флюсу (в десятки разівменші, ніж при автоматичному зварюванні металів під флюсом);
4. мінімальні затрати праці;
5. мінімальні кутові деформації;
6. висока якість зварних швів.

Електрошлакове зварювання широко застосовується у важкому машинобудуванні та виробництві великих металоконструкцій, що дає значну економію коштів і металу, а також скорочує виробничий цикл і виключає будування потужних ливарних і ковальсько-пресових цехів. З допомогою його можна з'єднувати між собою великі виливки, поковки або заготовки з товстого прокату стиковими, кутовими й тавровими швами. Для автоматичного електрошлакового зварювання використовують апаратуру двох типів: 
- Рейкові — Застосовують переважно для зварювання металів великої товщини. Типовий рейковий апарат А-372-р удостоєний золотої медалі «Гран-Прі» на Всесвітній виставці в Брюсселі (1958 року). Ним можна зварювати за один прохід дротовими або пластинчастими електродами метал товщиною до 650 мм.
- Безрейкові — бувають двох типів: 
  - бігункові;
  - магнітнокрокуючі.

Типовий безрейковий апарат А-501 удостоєний золотої медалі «Гран-Прі» на Брюссельській виставці.
Електрошлаковий процес використовують в СРСР не тільки у зварювальній техніці, але й у металургійному виробництві (з 1957 року) для поліпшення якості легованих сталей і сплавів способом переплавки електродів у водоохолодному кристалізаторі. Широко застосовується автоматичне електрошлакове зварювання у промисловості Чехословаччини, НДР, КНР. Воно викликало великий інтерес у капіталістичних країнах.